# スペーコラ美術館

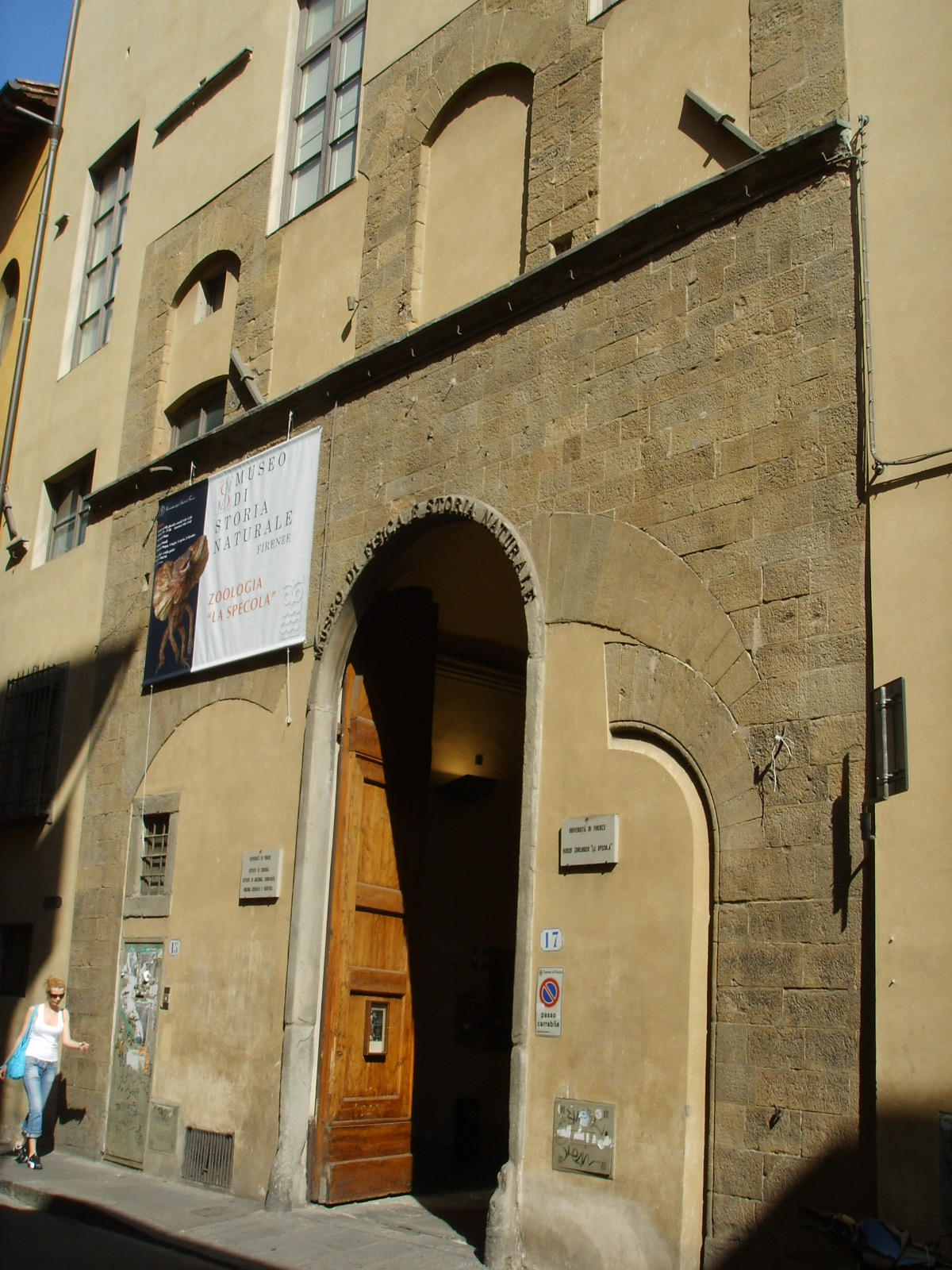
入口

ラ・スペーコラ（La Specola）とは、フィレンツェに存在する美術館（博物館）であり、18世紀末に作られた多数の人体解剖蝋人形やムラージュを所蔵している。人体解剖蝋人形のコレクションに関して有名であるが、各種動物の剥製や標本のコレクションも膨大であり、広義の動物学に関する資料館としての役割も大きい。この美術館は1790年、トスカーナ大公ペーター・レオポルト・フォン・ハプスブルク＝ロートリンゲンによって、自身の所有する美術館に所蔵される学術的資料を一括して所蔵、管理する博物館を設立する目的のために設立された。開館当初はImperial Regio Museo di Fisica e Storia Naturale（王立物理学・自然史博物館）と呼ばれており、自然科学に関する学問的な資料の集積をおこなう場として存在していた。現在はフィレンツェ大学の自然史博物館の動物学別館 (Museo di storia naturale sezione di zoologia La Specola) の位置づけである。
名称のスペーコラとは天文台で、屋根の上にレオポルトが作らせた観測所があるため。
この美術館はそうした学問的資料館としての意味合いから博物館としての訳がより近いが、イタリア語のMuseoという単語には美術館を含んだ博物館の意味を持ち、近年この美術館に所蔵される、ガエターノ・ジュリオ・ズンボやクレメンテ・スシニ
などによる人体解剖蝋人形が注目されたため、日本で紹介される場合“スペーコラ博物館”でなく“スペーコラ美術館”という呼称、あるいはカテゴリー付けが存在している。
ここに所蔵されるコレクション自体の収集は、かってフィレンツェの支配者であったメディチ家によって開始され、その後ハプスブルク＝ロートリンゲン家がフィレンツェの支配者となると、そのコレクションの所有、収集も受け継がれることとなる。
近年注目される人体解剖蝋人形に関して、これは当時の解剖学の先進性を示す貴重な資料であるが、一方で専門の職人によって精密に作りこまれた人形たちそのものの美術的価値が見直されつつある。

## 関連書籍
- 佐藤明＆亀津菜穂子 『バロック・アナトミア - フィレンツェ”ラ・スペコラ”博物館の解剖学蝋人形』 トレヴィル、1994年、 ISBN 4-8457-0947-3
- フィレンツェラスペコーラ美術館 『解剖百科』 タッシェンジャパン、2002年、 ISBN 4-8878-3065-3